# GunZ The Duel

GunZ: The Duel (en Coreano: 건즈 더 듀얼), también conocido como GunZ, es un videojuego coreano del género multijugador para Windows, similar a otros populares juegos de acción en tercera persona, pero incorporando algunas características propias de juegos de rol, battle royale, aventura, supervivencia y acción. Desarrollado por la empresa sur coreana, MAIET Entertainment; el juego es de acceso gratuito, pero se vende equipamiento y otros artículos con ligeras mejoras en la versión de pago.
Algo característico en el juego es el aprovechamiento de los glitch y bugs en el juego para aumentar su complejidad haciendo que los usuarios crearan técnicas y estilos de pelea muy diferentes a un FPS ordinario; básicamente los jugadores coreanos (Que fueron los primeros en jugarlo), descubrieron que glitcheando o rompiendo la animación de ciertas acciones de los personajes, estos conseguían una nueva y más rápida y complicada forma de pelear, la cual hacía al juego que ya era original en su jugabilidad, lo fuera incluso  más divertida, a esta manera tan peculiar de jugar se le llamo "K-Style" (Estilo coreano).

## Características
La acción transcurre en tercera persona, en vez de la clásica primera persona del género. Esto es, en parte para mostrar de manera más llamativa efectos visuales y movimientos del personaje. Los jugadores pueden caminar por las paredes, realizar complicadas volteretas y rápidos movimientos para tomar impulso (conocido también como dash).
Cada jugador obtiene y personaliza un personaje que tras cada combate con otros jugadores irá consiguiendo experiencia para mejorar sus habilidades y al mismo tiempo obteniendo una moneda llamada bounty (recompensa) con la que podrá adquirir nuevas armas, ropa o equipo.
Actualmente, en los servidores oficiales de Gunz Online, se venden ítems (armas, ropa, equipo, etc) a cambio de dinero real (bounty). A esta clase de ítems se les llaman ítems Premium, los cuales tienen mejores atributos que los ítems gratuitos, por ejemplo mayor defensa, mayor daño, cantidad de balas, duración, etc.

## Sinopsis
La trama tiene sus orígenes en las primeras fases del desarrollo del juego, en principio pensado para un solo jugador, al tratarse de un juego de rol de combates por turnos. Sin embargo MAIET desechó esta primera idea, y se decantaron por un juego multijugador aunque basándose ya en la misma historia producida. No había transcurrido mucho tiempo cuando por la fuerte competencia en Corea para este tipo de juegos, se decidió apartarlo un poco de esta temática o género y enfocarlo más en un juego de acción alternativo.

## Controles
A continuación, podrán encontrar las teclas de movimiento en el juego, sin embargo, los jugadores pueden ajustar las teclas en cualquier momento deseado como todos teclados.
| Nombre                  | Teclado por default                                                    | Descripción |
| ----------------------- | ---------------------------------------------------------------------- | --- |
| Forward                 | W, Flecha de arriba                                                    | Mueve para adelante-tomar mayor rapidez |
| Backward                | S, Flecha de abajo                                                     | Mueve para atrás-tomar mayor rapidez |
| Scrafe Left             | A                                                                      | Mueve a la izquierda-tomar mayor rapidez |
| Scrafe Right            | D                                                                      | Mueve a la derecha-tomar mayor rapidez |
| Jump                    | Barra Espaciadora                                                      | Salta |
| Shoot/Slash             | LMB*, Left Ctrl                                                        | Dispara un fusil o corte según el arma seleccionada |
| Reload                  | R                                                                      | Recarga el arma seleccionada |
| Melee Weapon            | 1                                                                      | Selecciona un arma de combate cuerpo a cuerpo: espada, daga etc. |
| Primary Ranged Weapon   | 2                                                                      | Selecciona el arma primaria |
| Secondary Ranged Weapon | 3                                                                      | Selecciona el arma secundaria |
| Ítem #1                 | 4                                                                      | Selecciona el ítem N.º 1 |
| Ítem #2                 | 5                                                                      | Selecciona el ítem N.º 2 |
| Anterior arma/Ítem      | Q, Rueda arriba                                                        | Selecciona el arma o ítem anterior |
| Siguiente arma/Ítem     | E, Rueda abajo                                                         | Selecciona la próxima arma o ítem |
| Chat                    | Enter o Intro                                                          | Abre o cierra la entrada del chat |
| Team Chat               | '(sin abrir el chat)o poner en la Ventana de Chat ! y luego el mensaje | Abre la entrada del chat de su equipo |
| Clan Chat               | #                                                                      | A diferencia del Team chat, esta tecla no abre el canal del chat. Puedes chatear con tu clan tecleando ENTER y luego # |
| Main Menú               | ESC                                                                    | Abre el menú principal |
| Game Status             | Tab                                                                    | Muestra la cantidad exacta de experiencia que has ganado por haber matado otros jugadores, la cantidad de jugadores que hay en la sala, cuantos jugadores has matado y cuantas veces has muerto (ya sea la cantidad de veces que te han matado y la cantidad que has muerto) |

[para tomar rapidez realizar doble clic ya sea en la(s) letra(s):w, a, d, s o en las direccionales]

## K-Style
El K-Style ("Korean style" o "estilo coreano") es un estilo de pelea en la que el jugador hace maniobras complicadas para derrotar a los oponentes mediante una combinación veloz y constante de botones, la cual requiere de mucha habilidad y práctica, el propósito es cancelar movimientos que, de otro modo, llevarían mucho tiempo y expondrían al usuario a riesgos, lo principal es estar siempre en movimiento para evitar el fuego y alternar entre espada, dash,  y arma de fuego rápidamente evitando el delay de cada arma mientras se mueve por el aire, esta combinación crea lo que podría llamarse un "baile" fluido.
Entre los movimientos y tácticas más conocidos dentro del K-Style se encuentran: Swap Shot, Reload Shot, Slash Shot, Half Step, Half Half Step, Butterfly, Double Butterfly, Juggle, E-Flip, Wall Cancel, Multi Wall Running, Reload Half Step, Flash Step, Advanced Flash Step, Forbidden Step, Triple Butterfly, y Quadruple Butterfly.

## Modos de juego
- Training: Entrenamiento, no ganas ni pierdes experiencia y por ende tampoco bounty.
- Deathmatch: Todos contra todos, con cualquier tipo de arma.
- Gladiator Gladiador, todos contra todos pero con uso obligatorio de armas de combate cuerpo a cuerpo.
- Deathmatch + Berserker: Sólo disponible para jugadores intermedios (aquellos de nivel 20 o superior). Es un todos contra todos, donde además existe un jugador con un poder de daño extra llamado berseker, el que va perdiendo escudo y hp mediante pasa el tiempo, pero si mata a otro jugador recuperara gran parte de estos. Si otro jugador le da muerte obtiene este rasgo especial y se cura toda la vida. Si el berserker deja la sala el primer jugador que haya conseguir mata después de ese lapso, será el berserker.
- Team Deathmatch: Lucha de equipos compuestos por jugadores, cada grupo comienza en un punto prefijado del mapa, el equipo superviviente tras la sucesiva eliminación de miembros en combate, gana la ronda.
- Team Deathmatch + Extreme: No hay rondas, se anota un punto por cada jugador del equipo contrario que se mate, gana el equipo que haya conseguido el número de muertes asignado.
- Team Gladiator: Igual, excepto en el uso obligatorio de armas de combate cuerpo a cuerpo.
- Assassination: Asesinato, la ronda la gana el equipo que logre asesinar a un miembro concreto del contrario designado al comienzo de la partida.
- The Duel Match: Consiste en que los jugadores que están dentro de la partida se enfrentan 1 vs 1, el ganador del duelo se enfrenta al que sigue y así juegan todos los de la partida.
- Survival: O supervivencia, este nuevo modo de juego está basado en Quest, consiste en sobrevivir en todos los 100 stages de la partida sin detenerse, cada partida tiene aproximadamente una duración de más de 2 horas debido a la cantidad de etapas (a diferencia del Quest que tiene como máximo 5 por juego) en ellas aparecen NPCs y más de 1 boss por cada stage.
- Challenge Quest Es un nuevo modo que consiste en 5 rondas y al final un boss muy fuerte. Consiste en matar a todos los oponentes bastante fuertes, recibes Experiencia y Bounty varía depende a la ronda cuando mates al boss consigues 1500 de experiencia entre todas las rondas ganas 3000 de experiencia y 300 de bounty y puedes obtener un Reward. Además hay varios mapas y modos diferentes dependiendo del nivel (1, 11, 21, 31, 41, 51, 61 y nivel 71) y la experiencia es mucho mayor en cada uno y los enemigos son diferentes.

### Quest
Este es un nuevo modo de juego, similar al de aventura en equipo, consiste en una lucha contra NPC's (Enemigos no humanos: bots) de máximo 4 jugadores y se consigue experiencia, ítems: para sacrificar, vender o usar en el personaje.
Algunas combinaciones posibles, dependiendo de que versión de GunZ se juegue, son: 
- - Mansion:
    - Goblin King (Crimson's Necklace + Goblin's Skull)
    - Fake Goblin King (Goblin's Skull + Goblin Doll)
    - Dwarf Goblin King (Goblin King's Skull + Goblin Doll)
    - Thunder Goblin King (Goblin king's skull + Crimson's Necklace)
    - Palmpoa Commander (Palmpow Doll + Goblin Doll)

  - Prison:
    - Giant Lizardman (Platinum Earring + Gold Earring)
    - Broken Golem (High-Class Gear + Kobold Doll)
    - Palmpow (Palmpow Idol + Kobold Doll)

  - Dungeon:
    - Superion The Tainted (Large Skull + Skeleton Doll)
    - Aneramon the Wicked (Mysterious Skull + Skeleton Doll)
    - Lich (Devil's Dictionary + Enormously Huge Skull)
    - Cursed Palmpow (Cursed Palmpow Idol + Skeleton Doll)

En este modo de juego, el arma principal que se debe utilizar es la SMG, pues contiene 120 balas en un solo cartucho y su daño es bueno.

## Armas
En GunZ existe una gran cantidad de armas disponibles, según su radio de acción: 

### Cuerpo a cuerpo
- Daga: Provoca un daño débil, con un movimiento especial se puede tumbar al adversario y tiene otro movimiento que también afecta el área. son las armas de cuerpo a cuerpo más ligeras que existen, pero no pueden bloquear ataques; sin embargo, es mucho más veloz y con un ataque consecutivo se puede dejar inmovilizado al enemigo sin dejarle reaccionar hasta su muerte.
- Katana: El arma de combate más empleada, inflige un daño considerable, con una velocidad moderada. Con ella se pueden bloquear otros ataques e incluso las balas que lleguen de frente, y tiene un ataque especial que causa un daño que afecta un área. Pesa menos que la kodachi y es más pesada que las dagas.
- Kodachi: Dos ligeras espadas, más cortas que la Katana y de menor alcance, pero considerablemente más rápidas. Sin embargo cada una inflige un menor daño por lo que se debe dar 2 ataques para notar la diferencia, el peso es mayor.

### Armas de fuego
Para este tipo de armas, hay que tomar en cuenta distintas variables: 
1. Daño, la capacidad del arma de producir daños al impactar.
2. Velocidad, determina la duración del intervalo entre un disparo y otro.
3. Daño crítico, la proporción de daño que se aplica en "health points" (hp) frente a "armor points" (ap).
4. Control, la probabilidad de que el disparo se dirija realmente al centro al que se apunta.
5. Balas, cantidad de balas que trae el arma.

- Pistola: Daño: Medio, Velocidad: Media+, Daño crítico: Bueno, Control: Bueno
- Revólver: Daño: Bueno+, Velocidad: Media, Daño crítico: Bueno, Control: Bueno, Balas: Pocas
- SMG: Daño: Bueno, Velocidad: Muy rápida, Daño crítico: Malo, Control: Malo, Balas: Muchas
- Rifle: Daño: Bueno, Velocidad: Rápida, Daño crítico: Bueno, Control: Bueno
- Escopeta: Daño: Excelente, Velocidad: Lenta, Daño crítico: Malo, Control: Malo, Balas: Pocas
- Lanza-misiles: Daño: Excelente, Velocidad: Muy lenta, Daño crítico: Malo, Control: Medio, Balas: Pocas
- Ametralladora: Daño: Bueno, Velocidad: Muy rápida, Daño crítico: Malo, Control: Muy malo, Balas: Muchas

### Bombas
- De fragmentación: Explota infringiendo daño a todo el que se encuentre a un cierto radio. Útil cuando hay aglomeraciones de jugadores.
- De luz: Todo aquel que tenga la bomba en su rango de visión cuando esta explote se verá cegado por ella durante unos segundos. Deja bastante inutilizado al afectado, muy útil para situaciones concretas.
- De humo: Levanta una pantalla de humo al estallar que entorpece la visión y confunde el oído del jugador. Útil para confundir al enemigo y evitar que pueda prever los movimientos del otro, si se usa sabiamente.

### Elementos
Un elemento es un poder especial que se le asigna a una espada o una daga. Se Puede tirar un massive al oponente y hacerle perder puntos de ap (Armadura), y en el caso de tener 0 ap, comienza a tener efecto en el hp (Hitpoints [puntos de vida])
- Elemento de fuego: Quema y hace perder puntos de vida.
- Elemento Veneno: envenena y hace perder puntos de vida.
- Elemento Eléctrico: Puede electrizar al oponente y paralizarlo por unos segundos y restale puntos de vida.
- Elemento Hielo: Congela momentáneamente al contrincante.

## Servidores Oficiales de GunZ
El juego GunZ The Duel, anteriormente, fue ofrecido de forma gratuita en varias regiones. Actualmente hay una versión oficial de GunZ disponible detallada a continuación.
- Latinoamérica ("Gunz Ultra") - Patrocinado por Kaybo

En el pasado han existido otras versiones oficiales de GunZ, las cuales por diversos motivos han sido descontinuadas. Estas son las siguientes.
- Corea ("KGunZ") - Patrocinado por NetMarble.
- Japón ("JGunZ") - Patrocinado por CJ Internet.
- Estados Unidos ("Aeria GunZ" o "NAGunZ") - Patrocinado por NHN en su página Aeria Games.

La versión Internacional fue pensada como muestra del juego para que las empresas publicadoras de juegos en línea vean el juego y decidan si quieren adquirir una licencia del mismo.
Esta versión no es mantenida y ya que no hay necesidad de su existencia, por lo que MAIET lo ha cerrado.

## Mapas
GunZ The Duel tiene una serie de mapas que han sido diseñados para aprovechar al máximo el potencial del GunZ, en este artículo describire los aspectos más destacados de los mapas de Gunz The Duel :
1.-Battle arena
Es sin duda el mapa perfecto para las partidas Gladiator ya que el gran espacio y el ambiente que tiene es perfecto para dicha actividad, ya que nos transporta a la antigua Roma junto con sus gladiadores y luchas que han dejado historia.
2.-Castle
Mapa donde la niebla es la dominante en todo el terreno, se ambienta en las afueras de un castillo, es un mapa bastante usado para jugar Teams Deathmach pero muy malo para los usuarios pros ya que las calles son estrechas y de difícil manejo en el aire.
3.-Garden
Este mapa era antes más famoso, recientemente ya no se ve por las partidas y no es muy jugado, es un mapa sobre todo oscuro, ambientado en un jardín por la noche con pasillos estrechos y bajos perfecto para usar un buen rifle o unas buenas pistolas.
4.-Island
Es perfecto también para jugar a partidas gladiator debido a su gran amplitud y sus grandes precipicios, lo que facilita el matar si se sabe usar sabiamente, es ambientado en una isla, donde las palmeras reinan y la playa embellece la vista.
5.-Mansion
Es el mapa más jugado en el GunZ, porque es el primero que sale al crear una partida? lo más seguro sea que sí, es el mapa perfecto para disputar cualquier tipo de batalla ya que junta todas las características del mapa perfecto, sus grandes y largos pasillos se convierten en la tumba de muchos a la mano de un rifle o una ametralladora.
6.-Port
Es uno de los mapas más nuevos del GunZ, esta especialmente diseñado para usuarios pro's ya que el espacio es en algunos sitios abundante, pero cuando te adentras en sus calles es fácil perderse y no saber por donde vas.
7.-Station
Igual que garden, este mapa no es muy usual verlo jugar ya que es bastante dificultoso el desplazamiento en él, debido a la gran cantidad de objetos que posee, pero es perfecto para un duelo a pistolas, ya que hay infinidad de sitios para esconderse.
8.-Prison
Prison es un mapa que fue inspirado en la prisión de Alcatraz. Es uno de los mapas perfectos para ganar experiencia gracias a sus largos pasillos, y sus buenos escondites, en las celdas de la prisión, también tiene unos bajos donde hay unos largos pasillos.
9.-Ruin
También un mapa oscuro, bastante amplio si se mira desde arriba, pero desde abajo es un mini laberinto, en el interior esconde algunos pasillos y algunas celdas donde esconderse.
10.-Town
Sin duda el mapa más jugado por los usuarios pro's, debido a su gran amplitud y el preferido para los team Deathmach, está ambientado en una ciudad donde se lleva la vida diaria.
11.-Snow Town
Mapa especial del conocido "Town" que solo está disponible cuando llega la temporada de Invierno.
Agrega efectos de nieve por todo el lugar.
12.-Prison II
Es una pequeña variante de Prison.
13.-Dungeon
El mapa odiado por las personas que se suelen caer en los precipicios, ya que tiene altísimas paredes que son perfectas para escalar además de la perfecta iluminación que tiene, lo que le da un toque a caverna. Está basado en una escena de la película "el señor de los anillos" Las dos torres.
14.-Lost Shrine
Mapa parecido a dungeon en su dificultad ya que prácticamente para moverte de un sitio a otro tienes que saltar grandes precipicios, tiene varios bugs que lo hacen la causa de pérdida de experiencia que descubriréis pronto si aún no lo habéis hecho.
15.-Factory
También es un mapa un poco olvidado pero que cuando juegas la barra de la experiencia seguro que subirá, está ambientado en las afueras de una fábrica, donde los camiones y la demás maquinaria queda expuesta.
16.-Stairway
Mapa basado en un conjunto de escaleras hacia el cielo (como lo dice el nombre) con grandes precipicios pero excelente para escalar muros.
17.-Hall
Pequeño mapa conocido por ser uno de los más nuevos mapas que aparece en el juego. Es el mapa más usado para el modo Duel. A veces también aparece en el modo Quest, en mapa Mansion.
18.-Catacomb
Parecido al Hall pero es un lugar donde la oscuridad reina y es difícil localizar otros personajes. Excelente para ataques sorpresa.
19.-Jail
Uno de los últimos y más pequeños mapas basado en una parte del mapa Prison (Céntrica), donde no se puede ingresar a las celdas y todas las salidas posibles están bloqueadas.
20.-Shower Room
Mapa basado en el cuarto de duchas del mapa Prison. Excelente para Death Match y Team Death Match.
21.-High Haven
Mapa que en inglés significa Gran Paraíso donde un pedazo de tierra flotante en el cielo es el campo de batalla.
22.-Dungeon 2
Este mapa es una variante del Dungeon, con más escaleras y ciertos cambios. Es un mapa que no aparece en servers oficiales. Se retiró debido a los tantos bugs / glitches que tenía.
23.-Citadel
Este es el último mapa creado para Gunz Online el cual tiene un estilo oriental y tiene un nivel de detalles mayor a los mapas anteriores, siendo muy valorado por los jugadores.
23.-Weapon Shop
El mapa más nuevo, donde como su nombre lo dice es una tienda de armas, en "ijji" entra por primera vez en diciembre del 2010

## Regreso oficial del juego
Recientemente se ha visto, que el juego se encuentra en desarrollo para su relanzamiento oficial en la plataforma de Steam, esta ves a cargo de la desarrolladora "Masangsoft Games" (Misma que produjo "Gunz The Second Duel"), el juego se ha anunció que vendrá con una remasterización del mismo y la fecha está aún por anunciarse próximamente.